# Післяумова (формальні методи)
Пі́сляумова, в програмуванні та формальних методах — правило відносно результатів виконання функції, яке має виконуватись, якщо було виконано вимоги передумови.  Післяумова є складовою частиною формальної специфікації функції і використовується для її верифікації: в разі виконання передумов, мусять, відповідно, виконуватись і всі післяумови, в іншому випадку, функція не коректна.
Післяумови, відіграють, також, важливу роль і в менш формальному тестуванні, оскільки легко можна порівняти результати тестів із післяумовами.  Такий підхід використовується в так званих модульних тестах.

## Приклади написання
Зазначення післяумов підтримується в мовах формальних специфікацій.  Наприклад, декларація функції находження максимального числа в парі двох цілих чисел на мові VDM матиме вигляд:
{\displaystyle max(i:\mathbf {Z} ,j:\mathbf {Z} )r:\mathbf {Z} }
{\displaystyle \mathrm {pre} \,\mathrm {true} }
{\displaystyle \mathrm {post} (r=i\lor r=j)\land i\leq r\land j\leq r}